# Вяльчинов Дмитро Анатолійович
Дмитро Анатолійович Вяльчинов (рос. Дмитрий Анатольевич Вяльчинов; нар. 21 серпня 1986, Волзький, Волгоградська область, РРФСР) — російський футболіст, воротар.

## Життєпис
Вихованець волзького футболу та волгоградського спортінтернату. На професійному рівні почав виступати у 2007 році у складі волзької «Енергії», потім грав за «Зеніт» (Пенза) та «Русичі» (Орел).
У 2011 році виступав за естонську «Транс» (Нарва) в Мейстрілізі та в Лізі Європи.
Повернувшись до Росії, виступав у Професіональній футбольній лізі (зона «Захід») за ФСК «Довгопрудний» та «Хімки». У сезоні 2015/16 років грав у першості окупованого Криму за «Рубін» (Ялта). З 2016 року виступав за «Динамо» (Ставрополь), після чого пограв ще за кілька невеликих російських клубів, а завершив кар'єру 2019 року у кримському «Океані» (Керч).